# المتحدة لمشتقات الغاز
المتحدة لمشتقات الغاز أو (بالإنجليزية: UGDC - United Gas Derivatives Co)‏ هي إحدى شركات قطاع البترول المصري

## نشاط الشركة
تقوم الشركة باستقبال الغاز المنتج من مناطق امتياز شمال بورسعيد ورأس البر وبحيرة التمساح من خلال محطات معالجة الغاز من أجل استخراج سوائل الغاز الطبيعي وإنتاج البروبان، والغاز المسال والمكثفات

## المساهمين
- المصرية للغازات الطبيعية - 33%
- البريطانية للبترول 33%
- الوكالة الوطنية للمحروقات 33%

## رؤساء الشركة
- مهندس / عاطف مصطفى
- مهندس / إبراهيم أحمد إبراهيم
- مهندس / مصطفى كمال